# Koziuli
Koziuli (ros. Козюли) – wieś (ros. деревня, trb. dieriewnia) w zachodniej Rosji, w osiedlu wiejskim Zaborjewskoje rejonu diemidowskiego w obwodzie smoleńskim.

## Geografia
Miejscowość położona jest nad rzeką Buliża, 4,5 km od drogi regionalnej 66N-0504 (Prżewalskoje – Chołm – 66K-11), 5,5 km od centrum administracyjnego osiedla wiejskiego (Zaborje), 12 km od centrum administracyjnego rejonu (Diemidow), 70 km od stolicy obwodu (Smoleńsk), 44 km od granicy z Białorusią.
W granicach miejscowości znajdują się ulice: Lesnaja, Sosnowyj pierieułok.

## Demografia
W 2010 r. miejscowość zamieszkiwało 31 osób.

## Historia
W czasie II wojny światowej od lipca 1941 roku wieś była okupowana przez hitlerowców. Wyzwolenie nastąpiło we wrześniu 1943 roku.